# Роде Карл Іванович
Роде Карл Іванович (1746 — 11 березня 1821) — німець за походженням, інспектор Лікарської управи м. Катеринослава (перший губернський лікар). Точне місце народження невідоме. Мав університетську освіту, випускник одного із німецьких університетів. Можливо, приїхав разом із німецькими колоністами в Україну.
У 1787 р. прибув із Карасу-базару (сьогодні Білогірськ) (на той час вважався штаб-лікарем) до Сімферополя для лікування С. Х. Контеніуса та Мартинівського. У тому ж 1787 року, знову ж таки у Сімферополі, лікував У. У. Каховського. На прохання В. В. Каховського залишився у Сімферополі. Після призначення В. В. Каховського правителем Катеринославського намісництва (див.: Катеринославська губернія) у 1788 р. переїхав разом з ним до м. Катеринослава (зараз м. Дніпро). У Катеринославі К. І. Роде жив на Окружному бульварі, поряд із будинком губернатора. Володів будинком у нагірній частині міста на парному боці Проспекту (зараз Дмитра Яворницького) на місці колишньої садиби відставного запорожця Андрія Токаря. Крім того — ділянкою землі в районі Сухої балки (зараз Аптекарська балка). К. І. Роде запам'ятався багатьом за свої медичні здібності та безкорисливість. Був також фармацевтом — автором «порошку Роде». Входив до складу Оспенного комітету (для іноземних колоністів), заснованого 1809 р. в Катеринославі головним суддею Контори опікунства новоросійських іноземних поселенців — С. Х. Контеніус. На місці однієї з колишніх земельних ділянок К. І. Роде зараз знаходиться лікарня ім. Мечникова.

## Вшанування пам'яті
У місті Дніпро є вулиця Карла Роде.